# Ликофрон
Ликофрон (Грчки: Λυκόφρων ὁ Χαλκιδεύς, транслит. Lukóphrōn ho Chalkidéus; рођен око 330–325. п. н. е.) био је хеленистички грчки трагични песник, граматичар и коментатор комедија, коме се (можда неисправно) приписује ауторство песме Александра.
Рођен је у Халкиди на Евбеји, а процвет је доживео у Александрији у време Птоломеја Филаделфа (285–247. п. н. е.). Према Суди, обимној византијској грчкој енциклопедији из десетог века, он је био Соклеов син, али га је усвојио Ликус из Регијума. Верује се да је Ликофрон био познаник грчког филозофа Менедема, који је можда утицао на неке од Ликофронових трагедија, па чак и написао сатиричну драму о њему. Ликофрон је био заинтригиран књижевним покретом у Александрији и тамо се настанио. Њему је Птоломеј поверио задатак да сређује комедије у Александријској библиотеци; као резултат свог рада саставио је расправу О комедији. За Ликофрона се такође каже да је био вешт писац анаграма. Као и већи део његовог живота, крај Ликофроновог живота је данас непознат, али постоје одређени докази о његовој смрти. Иако се не зна да ли је остао у Александрији до краја живота, о томе како је могао умрети говори Овидије у делу Ибис: „Tuque cothurnatus cecidesse Lycophrona narrant, Haereat in fibris fixa sagitta tuis“ (А кажу да је Ликофрон пао у његове чизме, и нека му се стрела забије у кости.) 

## Преводи
- Philip Yorke, Viscount Royston (1784 - 1808, 1832) Google Books
- A. W. Mair (1921), Loeb Classical Library (Internet Archive; Google Books)
- George W. Mooney (1921)